# Sui iuris
Uppslagsordet ”Självbestämmande” leder hit. För det politiska partiet, se Självbestämmande (politiskt parti).
Sui juris eller sui juris homo (latin) är en myndig person eller organisation, sin egen herre, som med full rättskraft kan företaga
civilrättsliga handlingar. Jämför alieni juris homo, som är en omyndig person.

## Katolska kyrkan
Sui juris kan även syfta på delkyrkor och missioner inom Katolska kyrkan.